# Oncocnemis albifasciata
Oncocnemis albifasciata är en fjärilsart som beskrevs av George Francis Hampson 1905. Oncocnemis albifasciata ingår i släktet Oncocnemis och familjen nattflyn. Inga underarter finns listade i Catalogue of Life.